# Abade de Jazente
Paulino António Cabral de Vasconcelos (Amarante, 6 de Maio de  1719 — 20 de Novembro de 1789), melhor conhecido por Abade de Jazente, foi um poeta português.

## Biografia
O pai era médico e, quando enviuvou, tomou ordens sacras, sendo nomeado Notário do Santo Ofício, no Porto por provisão de 1 de julho de 1735.
Em 27 de abril de 1731, ainda menino, requereu Ordens Menores. Mais tarde, por volta de 1735, foi para Coimbra frequentar o curso de Cânones, tendo-se formado nemine discrepante, em 17 de junho de 1741.

“
Brutos penhascos, rústicas montanhas,
Medonhos bosques, hórrida maleza,
Que me vedes, coberto de tristeza,
Saudoso habitador destas campanhas.
Para me suavizar mágoas tamanhas,
Alteremos um pouco a Natureza;
Civilize meu mal vossa dureza,
Barbarizai-me vós estas entranhas.
Meu pranto vos comova algum afecto
De branda compaixão; pois da impiedade
Encontra sempre em vós um duro objecto.(…)”

— Abade de Jazente - Soneto
Em 1748, foi nomeado Coadjutor do Abade de Jazente, Caetano de Azevedo Pereira, que estava doente. A abadia ficou vaga por morte deste, sendo posta a concurso em 10 de outubro de 1752. Paulino foi escolhido para abade da Igreja paroquial de Santa-Maria-de-Jazente, da comarca de Sobretâmega, a uma légua de Amarante e muito perto da sua terra natal, por despacho de 26 de outubro de 1752, de D. Frei José Maria da Fonseca de Évora O.F.M., que era então Bispo do Porto. Em Jazente, foi proprietário rural e, de vez em quando, ia ao Porto, para fugir ao ambiente aldeão, frequentando o Paço Episcopal e gozando dos favores e da amizade do Bispo. Em finais de 1760 foi uma principais personalidades que marcou presença na Arcádia Portuense.
Em 21 de janeiro de 1784, já bastante doente e forçado, passou a Abade resignatário e foi viver em Amarante, na então chamada “Rua da Portela” (atual Rua Doutor Miguel Pinto Martins), tendo a sua renda muito diminuída, passando a 195 reis anuais, que lhe eram pagos pelo seu sucessor em Jazente, o Abade José Luís de Queirós.

## Obra lírica

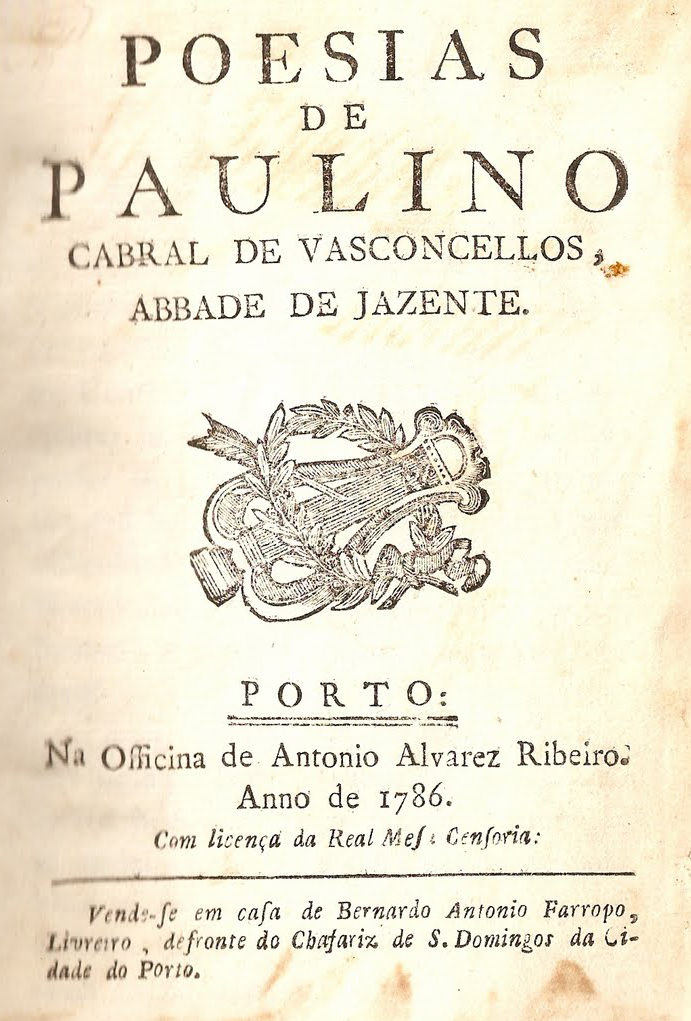
Frontispício da primeira edição em 1786 de Poesias de Paulino António Cabral, Abade de Jazente

Além de religioso, escreveu poesia. Com efeito, destacou-se sobretudo como sonetista, tendo versado sobre os temáticas epicuristas do amor epicurista e da aurea mediocritas do mundo rural, tendo-se inspirado nas obras de Horácio.
Da obra de Paulino Vasconcelos, depreendem-se notas de preciosa valência historiográfica, porquanto conglobam tanto relatos de acontecimentos históricos, mas também relatos da vida quotidiana, graças às alusões que o abade fez dos seus pequenos prazeres mais mundanos, como sendo: a caça, a pesca, o jogo e arte de bem comer. Em todo o caso, na sua obra lírica também ressaltam temáticas alusivas aos seus pontos mais fracos, como seja a tristeza de envelhecer e os seus amores clandestinos com Inês da Cunha (imortalizada sob alcunha anagramática «Nise»).
Os sonetos sobre Nise sobressaíram no palco literário português do séc. XVIII, avultando-se como um dos drama de amor mais populares na época.
Fora do âmbito da lírica, Paulino de Vasconcelos também deixou textos de conteúdo moralizante.
A sua notoriedade valeu-lhe um lugar como personagem no romance histórico «Um motim de há cem anos», de Arnaldo Gama.

## Obras
- Poesias de Paulino Cabral de Vasconcelos, Abade de Jazente, vol. I (Porto, 1786);
- Poesias de Paulino António Cabral, vol. II (Porto, 1787).